# Kiền kiền Phú Quốc
Kiền kiền Phú Quốc (danh pháp hai phần: Hopea pierrei) là loài thực vật thuộc họ Dầu. Loài này có ở Campuchia, Indonesia, Lào, Malaysia, Thái Lan, và Việt Nam.